# بيجوجناغا
بيجوجناغا (مانتوفانو السفلى : Pigugnàga) هي كومونا (بلدة) تتواجد في مقاطعة مانتوفا في منطقة لومباردي الإيطالية ، وتقع على بعد حوالي 140 كيلومتر (87 ميل) جنوب شرق ميلانو وما يقارب 20 كيلومتر (12 ميل) جنوب مانتوفا .

## تاريخ
و يأتي اسمها من اللاتينية Pecunius، أسس الأرستقراطي الروماني قرية زراعية صغيرة في القرن الأول الميلادي. وهذا قد يكون مرتبطًا أيضًا بكلمة pecunia ، والتي تعني في اللاتينية المال والثراء، في إشارة إلى الأراضي القابلة للزراعة وإنتاج المحاصيل التي يمكن أن توفر مكسبًا مربحًا.

## روابط خارجية
- الموقع الرسمي